# Drew Weissman

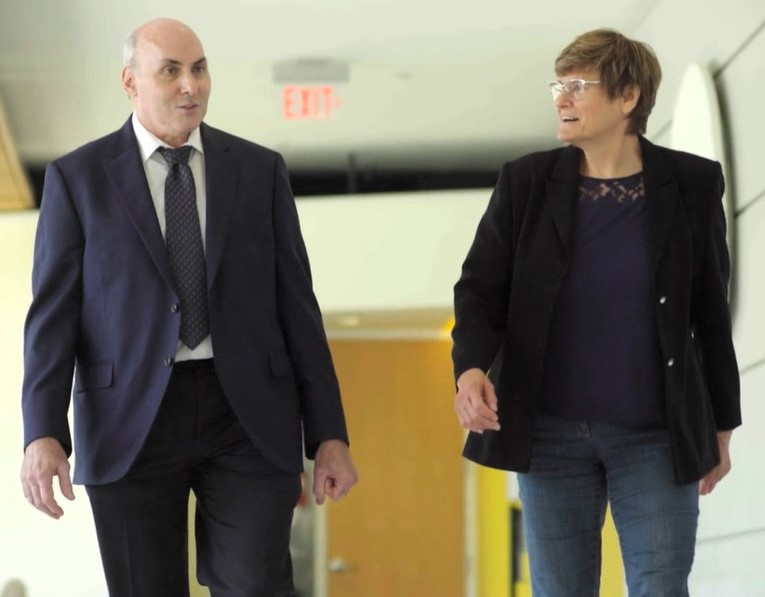
Os ganhadores do Nobel de medicina de 2023, Drew Weissman e Katalin Karikó.

Drew Weissman (Lexington, 7 de setembro de 1959) é um médico e cientista estadunidense conhecido por seu trabalho com biologia de RNA que lançou as bases para as vacinas de mRNA para COVID-19 desenvolvidas pela BioNTech/Pfizer e Moderna. Weissman é professor de medicina na Perelman School of Medicine da Universidade da Pensilvânia. Foi distinguido com o Nobel de Fisiologia ou Medicina de 2023, em conjunto com a sua colega Katalin Karikó, pelas suas descobertas que permitiram o desenvolvimento de vacinas ARN mensageiro (ARNm) eficazes contra a COVID-19.

## Formação
Weissman recebeu seu bacharelado e mestrado pela Brandeis University em 1981, onde se formou em bioquímica e trabalhou no laboratório de Gerald Fasman. Ele realizou seu trabalho de pós-graduação na Universidade de Boston em imunologia e microbiologia, onde recebeu seu diploma médico e doutorado em 1987. Posteriormente, Weissman fez uma residência no Beth Israel Deaconess Medical Center, seguida de uma bolsa no National Institutes of Health (NIH) sob a supervisão de Anthony Fauci - o atual diretor do Instituto Nacional de Alergia e Doenças Infecciosas.

## Carreira
Em 1997, Weissman mudou-se para a Universidade da Pensilvânia para iniciar seu laboratório de estudo de RNA e biologia do sistema imunológico inato. Foi na Universidade da Pensilvânia onde ele descobriu, patenteou e publicou, com Katalin Karikó, as modificações no RNA necessárias para torná-lo viável como terapia. Em 2006, ele e Karikó fundaram a RNARx para tentar desenvolver novas terapias de RNA. Weissman é membro da Federação Americana para Pesquisa Clínica, da Associação de Médicos Americanos e da Associação Americana de Imunologistas.

## Contribuições científicas
Weissman, um imunologista que estuda vacinas, conheceu a colega e colaboradora Katalin Karikó em uma fotocopiadora na Universidade da Pensilvânia, onde eles se solidarizaram com a falta de financiamento para pesquisas de RNA. Na época, Karikó estava tentando fazer terapia de RNA em doenças cerebrais e derrames. Weissman começou a colaborar com Karikó, que então mudou seu foco para vacinas baseadas em RNA. O principal obstáculo que enfrentaram foi que o próprio RNA estava causando reações imunológicas e inflamatórias indesejadas. Em 2005, eles publicaram um estudo marcante que usou nucleosídeos sintéticos para modificar o RNA e torná-lo invisível para o corpo. Essa descoberta lançou as bases para o uso de RNA terapêutico e foi finalmente licenciada pela BioNTech/ Pfizer e Moderna para o desenvolvimento de suas vacinas COVID-19, agora aprovadas pela FDA. Weissman também tem colaborado com cientistas na Tailândia para desenvolver e fornecer vacinas COVID-19 para o país e países vizinhos de baixa renda que podem não ter acesso imediato à vacina. Foi sugerido que Weissman e Karikó recebessem o Prêmio Nobel por suas descobertas. Ambos foram premiados com o Prêmio Rosenstiel de 2020. Em 2023, Weissman e  Karikó foram anunciados como os ganhadores do Nobel de medicina. 